# Итоман
Итоман (яп. 糸満市 Итоман-си) — город в Японии, находящийся в префектуре Окинава. Площадь города составляет 46,63 км², население — 58 142 человека (1 августа 2014), плотность населения — 1246,88 чел./км².

## Географическое положение
Город расположен на острове Окинава в префектуре Окинава региона Кюсю. С ним граничат город Томигусуку и посёлок Яэсе.

## Население
Население города составляет 58 142 человека (1 августа 2014), а плотность — 1246,88 чел./км². Изменение численности населения с 1980 по 2005 годы:
| 1980 | 42 239 чел. |  |
| 1985 | 45 921 чел. |  |
| 1990 | 49 636 чел. |  |
| 1995 | 53 496 чел. |  |
| 2000 | 54 974 чел. |  |
| 2005 | 55 816 чел. |  |

## Символика
Деревом города считается Ficus microcarpa (Фикус мелкоплодный).

## Достопримечательности
В 1975 году был открыт Мемориальный Музей мира префектуры Окинава (англ. Okinawa Prefectural Peace Memorial Museum). Создатели музея хотели показать битву за Окинаву глазами коренных жителей островов.